# قوم‌شناسی
قوم‌شناسی، یا اِتنولوژی (به انگلیسی: Ethnology) رشته‌ای دانشگاهی است که ویژگی‌های مردمان مختلف و روابط بین آنها را مقایسه و تحلیل می‌کند (مقایسه کنید مردم‌شناسی اجتماعی فرهنگی یا اجتماعی، فرهنگی).
به بررسی و واکاوی ریشه و چگونگی دین، زبان، ساختار اجتماعی و پراکندگی نژادها، قومیت‌ها یا ملت‌ها می‌پردازد.
تفاوت عمدهٔ قوم‌شناسی با قوم‌نگاری توجه این دانش به جنبه‌هایی چون فرهنگ در گروه‌های انسانی گوناگون است. بنیادگذار قوم‌شناسی را آدام فرانتیشک کولار می‌دانند که در ۱۷۸۳ در وین کتابی پیرامون این موضوع منتشر نمود.